# Piotr Wypart
Piotr Wypart (ur. 1 października 1931 w Gródku, zm. 28 stycznia 2006 w Poznaniu) – polski aktor teatralny i filmowy.

## Życiorys
Zadebiutował w 28 września 1958 rolą Jana w „Ciotuni” Aleksandra Fredry na deskach Teatru im. Aleksandra Fredry w Gnieźnie, z którym był związany do 1959 roku. W latach 1959–1964 był aktorem Teatru im. Adama Mickiewicza w Częstochowie, zaś w latach 1964-2004 Teatru Polskiego w Poznaniu. Był także związany z Teatrem Nowym im. Tadeusza Łomnickiego w Poznaniu.
Wystąpił w ponad stu rolach teatralnych, w spektaklach takich reżyserów jak Bogdan Hussakowski, Jerzy Kreczmar, Jerzy Zegalski, Izabella Cywińska, Maciej Prus, Lech Raczak, Stanisław Brejdygant, Zdzisław Wardejn, Zbigniew Kopalko, Irma Czaykowska, Edmund Kron, August Kowalczyk, Roman Kordziński, Jacek Bunsch i Grzegorz Mrówczyński. Występował także w spektaklach młodych reżyserów, między innymi Pawła Wodzińskiego (jako Melancholijny Inspektor w "Roberto Zucco"), a jego pożegnaniem z widzami była rola Marko w „Płatonowie i innych” Antona Czechowa w reżyserii Piotra Kruszczyńskiego.
W 1975 roku został odznaczony Srebrnym Krzyżem Zasługi oraz Odznaką za zasługi dla województwa poznańskiego. 28 września 2003 roku obchodził 45-lecie pracy artystycznej. Został pochowany 3 lutego 2006 na cmentarzu Jeżyckim w Poznaniu(kw. P, rząd 25, grób 19).

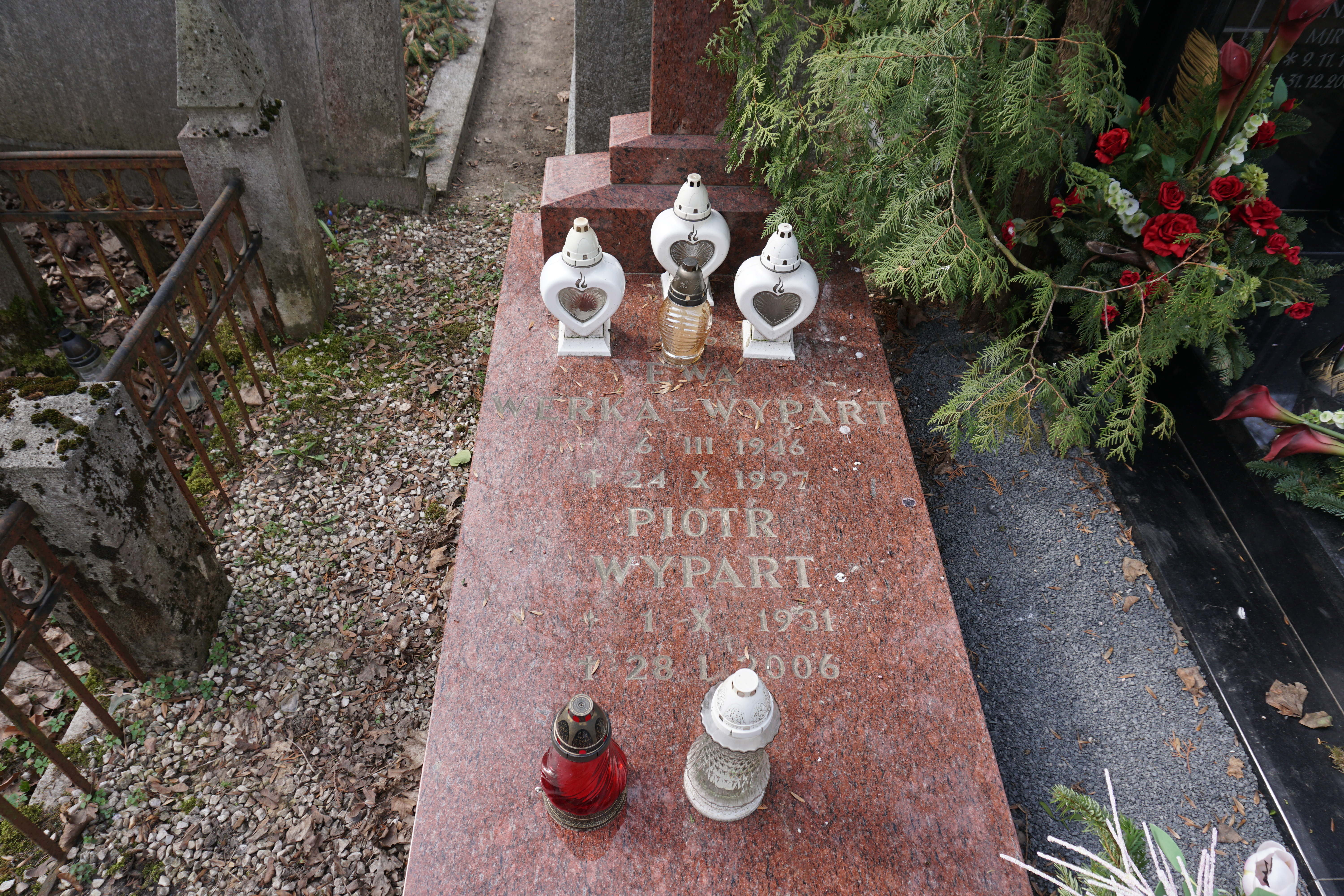
Grób Ewy Werki-Wypart i Piotra Wyparta na cmentarzu Jeżyckim w Poznaniu

Był mężem znanej śpiewaczki operowej Ewy Werki (1946-1997).

## Filmografia
- 1996 – Poznań 56, obsada aktorska
- 1989 – Normalne serce, Hiram Keebler
- 1979 – Armia Poznań, generał Hans Felber
- 1974 – Gąszcz, (serial TV) w Najważniejszy dzień z życia, Kapral
- 1974 – Szósty dzień tworzenia, Głos